# FK Rakovski
FK Rakovski (Bulgaars: ФК Раковски) is een Bulgaarse voetbalclub uit Rakovski. In 2018 degradeerde de club uit de Treta Liga. 

## Erelijst
V Grupa Zuid-Oost
Kampioen in 2012